# Montijo (Portugal)
Montijo [mõˈtiʒu] ist eine Gemeinde und Stadt im Distrikt Setúbal und der Region Lissabon in Portugal. Bis 1930 hieß der Ort Aldeia Galega do Ribatejo.

## Geschichte
Die Geschichte von Montijo und der umliegenden Dörfer ist eng mit dem Tejo verbunden. Archäologische Funde belegen eine Besiedlung seit der Altsteinzeit.
Im Zuge der Reconquista wurde Aldeia Galega im 12. Jahrhundert ein eigenständiger im jungen Königreich Portugal. Der Ort nahm einige Entwicklung, als Lieferant von Salz, Obst und Wein nach Lissabon. Es wurde dabei auch ein bedeutender Binnenhafen, nicht zuletzt durch die regelmäßige Fährverbindung für die Güterfracht, insbesondere für Brennholz. Am 15. September 1514 gab König Manuel I. Aldeia Galega erste Stadtrechte. Aus unbekannten Gründen stellte der König am 17. Januar 1515 eine neue Stadtrechtsurkunde aus, mit der gleich zwei Orten Stadtrechte erteilt wurde, Aldeia Galega do Ribatejo und Alcochete. 1533 wurde Aldeia Galega Zentrale des südlichen Bereichs der Post, als Hauptverkehrspunkt für Reisende aus Lissabon und dem Westen des Landes nach Süden und Spanien.
Im Laufe des 18. Jahrhunderts trat neben die traditionellen Erwerbsquellen im Zusammenhang mit dem Fluss auch Handel und Produktion, insbesondere die Verarbeitung von Schweinefleisch. Seine strategische geografische Bedeutung blieb jedoch bestehen. So wurde in der nationalen Verkehrsplanung unter Königin Dona Maria II. neben der Verbindung Lissabon-Porto insbesondere der Verbindung Montijo-Caia (bei Elvas, an der Grenze zu Spanien) oberste Priorität gegeben. Als Teil dieser Planungen entstand hier 1852 ein 315 Meter langer Kai. Die fruchtbaren Böden des Kreises lieferten dabei weiterhin Wein, Getreide und Obst, und die Bedeutung Aldeia Galegas als Handelsort wuchs. Die aufkommenden Bahnverbindungen in der zweiten Hälfte des 19. Jahrhunderts bremsten dann die weitere Entwicklung. Dieser wirtschaftliche Einbruch wurde kompensiert durch einen verstärkten Handel und eine verstärkte Schweinezucht. Zudem setzte eine Industrialisierung ein, insbesondere in der Korkverarbeitung.
Mit Gesetz vom 6. Juli 1930 wurde Aldeia Galega in Montijo umbenannt. Der Kreis bestand aus den drei Gemeinden Montijo, Sarilhos Grandes und Canha. 1957 wurde die Gemeinde Santo Isidro de Pegões geschaffen, durch Abspaltung aus der Gemeinde Canha. 1985 folgten die neugeschaffenen Gemeinden Atalaia, Pegões und Alto Estanqueiro-Jardia, und am 24. August 1989 kam schließlich Afonsoeiro hinzu.
Am 14. August 1985 wurde die bisherige Kleinstadt (Vila) Montijo zur Stadt (Cidade) erhoben.

## Verwaltung

### Kreis
Der Kreis Montijo war bis zur administrativen Neuordnung 2013 in acht Gemeinden unterteilt. Es ist einer der wenigen Kreise in Portugal, die territorial unzusammenhängend sind (die anderen sind Oliveira de Frades, Soure und Vila Real de Santo António). Der Hauptteil, in dem die Stadt selbst liegt, ist der kleinste Teil und wird nordöstlich von Alcochete, Palmela im Südwesten und im Südosten durch Moita begrenzt. Der sekundäre östliche Teil ist etwa 20 km entfernt, wird von Coruche im Nordosten, von Montemor-o-Novo im Osten, Vendas Novas im Südwesten und von Palmela und Benavente im Südwesten begrenzt.
Die folgenden Gemeinden liegen im Kreis Montijo:
| Gemeinde                          | Einwohner (2021) | Fläche km² | Dichte Einw./km² | LAU- Code |
| --------------------------------- | ---------------- | ---------- | ---------------- | --------- |
| Atalaia e Alto Estanqueiro-Jardia | 5.379            | 13,65      | 394              | 150709    |
| Canha                             | 1.566            | 211,97     | 7                | 150701    |
| Montijo e Afonsoeiro              | 41.404           | 31,46      | 1.316            | 150710    |
| União das Freguesias de Pegões    | 4.090            | 79,77      | 51               | 150711    |
| Sarilhos Grandes                  | 3.243            | 11,77      | 276              | 150704    |
| Kreis Montijo                     | 55.682           | 348,62     | 160              | 1507      |

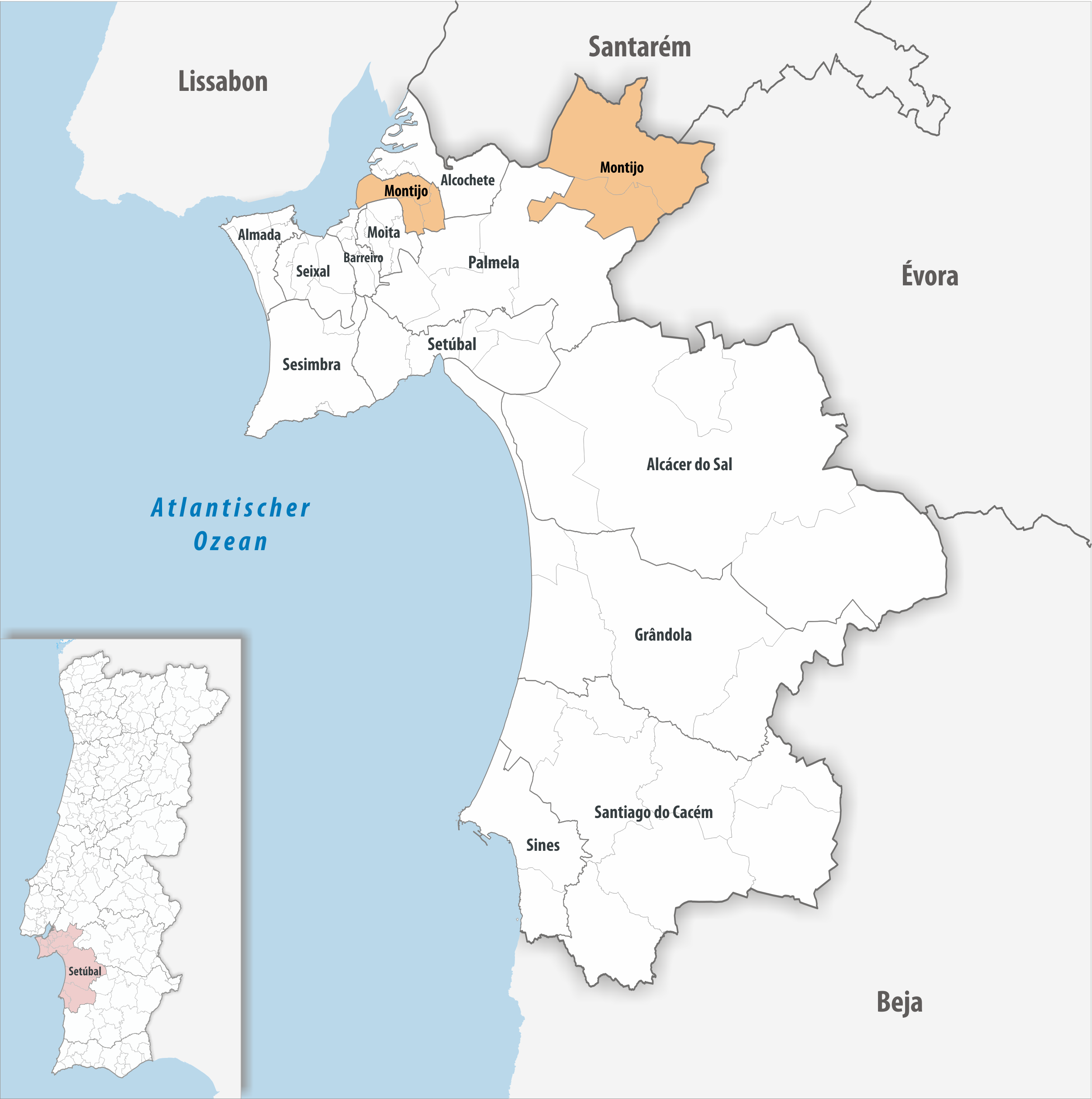
Kreis Montijo

Mit der administrativen Neuordnung 2013 wurden die Gemeinden Atalaia und Alto Estanqueiro zur neuen Gemeinde União das Freguesias de Atalaia e Alto Estanqueiro-Jardia, die Gemeinden Afonsoeiro und Montijo zur neuen Gemeinde União das Freguesias de Montijo e Afonsoeiro, und die Gemeinden Santo Isidro de Pegões und Pegões zur neuen Gemeinde União das Freguesias de Pegões zusammengefasst.

### Bevölkerungsentwicklung
Die Einwohnerentwicklung ist aufgrund der kürzeren Fahrzeit über die Vasco-da-Gama-Brücke nach Lissabon in den letzten Jahren sprunghaft angestiegen. Hier leben jetzt über 51.000 Menschen.
| Einwohnerzahl im Kreis Montijo (1801–2011) | Einwohnerzahl im Kreis Montijo (1801–2011) | Einwohnerzahl im Kreis Montijo (1801–2011) | Einwohnerzahl im Kreis Montijo (1801–2011) | Einwohnerzahl im Kreis Montijo (1801–2011) | Einwohnerzahl im Kreis Montijo (1801–2011) | Einwohnerzahl im Kreis Montijo (1801–2011) | Einwohnerzahl im Kreis Montijo (1801–2011) | Einwohnerzahl im Kreis Montijo (1801–2011) | Einwohnerzahl im Kreis Montijo (1801–2011) |
| ------------------------------------------ | ------------------------------------------ | ------------------------------------------ | ------------------------------------------ | ------------------------------------------ | ------------------------------------------ | ------------------------------------------ | ------------------------------------------ | ------------------------------------------ | ------------------------------------------ |
| 1801                                       | 1849                                       | 1900                                       | 1930                                       | 1960                                       | 1981                                       | 1991                                       | 2001                                       | 2008                                       | 2011                                       |
| 2676                                       | 5869                                       | 10.504                                     | 14.832                                     | 30.217                                     | 36.849                                     | 36.038                                     | 39.168                                     | 41.432                                     | 51.308                                     |

### Kommunaler Feiertag
- 29. Juni

### Städtepartnerschaften
- Kap Verde: São Filipe
- São Tomé und Príncipe: Água Grande
- Kap Verde: Santa Catarina
- Bulgarien: Swoge
- Brasilien: Luís Eduardo Magalhães
- Kap Verde: Tarrafal[7]

## Wirtschaft und Verkehr

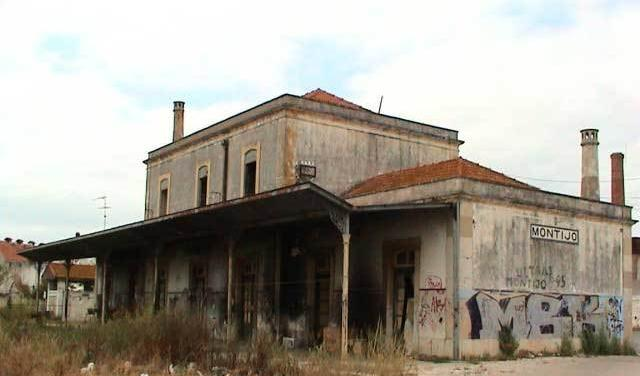
Historischer Bahnhof von Montijo vom Zerfall bedroht

Der Fluss Tejo bildete über Jahrhunderte hinweg die Lebensgrundlage der Menschen. Haupterwerbsquelle waren die Hochseefischerei, die Salzgewinnung und der Weinbau. Auch wenn Handel und Industrie insbesondere seit der zweiten Hälfte des 20. Jahrhunderts an Bedeutung stark zugenommen haben, so tragen die frühere Haupterwerbsquellen im Kreis weiter zur lokalen Wirtschaft bei.
Die neue Brücke über den Tejo, die Vasco da Gama-Brücke, wurde im März 1998 zur Expo 98 in Lissabon mit der Verknüpfung von Sacavém - Montijo eingeweiht. Mit einem Katamaran der Transtejo ist Montijo in rund 20 Minuten mit dem Bahnhof Cais do Sodré in Lissabon verbunden.
Montijo ist heute durch seine strategische Lage ein bedeutender Verkehrsknotenpunkt und Sitz zahlreicher Unternehmen in Portugal. Montijo besitzt auch ein überregional bedeutsames Einkaufszentrum mit 10.000 Quadratmetern Verkaufsfläche direkt an der Autobahn A12, das Forum Montijo. Die A12 verbindet Setúbal mit Lissabon und führt direkt durch Montijo.
Im Westen des Ortes befindet sich ein Militärflugplatz. In wenigen Jahren wird im Kreis Montijo der neue internationale Flughafen von Lissabon gebaut.
Die Schnellfahrstrecke Lissabon–Madrid ist als Anschluss Portugals an das europäische Schienen-Hochgeschwindigkeitsnetz geplant. Zudem soll sie den neuen Flughafen mit dem Großraum Lissabon und dem restlichen Portugal verbinden. Die Arbeiten an den beiden Großprojekten sind derzeit (Stand 2011), aufgrund der Finanzkrise Portugals in Folge der internationalen Bankenkrise 2007 vorläufig zurückgestellt worden.
Die Eisenbahnstrecke Ramal do Montijo wurde 1987 von der portugiesischen Eisenbahngesellschaft CP stillgelegt.

## Sehenswürdigkeiten
- Gezeitenmühle Moinho de Maré do Cais das Faluas

## Söhne und Töchter der Stadt
- Fernanda Seno (1942–1996), portugiesische Dichterin und Schriftstellerin
- Custódio Pinto (1942–2004), portugiesischer Fußballspieler
- Elisabete Jacinto (* 1964), Rallye-Fahrerin
- Paulo Futre (* 1966), portugiesischer Fußballspieler
- Dulce Pontes (* 1969), portugiesische Fadosängerin
- Ricardo (* 1976), portugiesischer Fußballtorhüter
- Paulo Vintém (* 1979), Popsänger